# Kaasjeskruidroest
De kaasjeskruidroest (Puccinia malvacearum) is een soort binnen het geslacht Puccinia die bekend staat om het infecteren van leden van de familie Malvaceae. Het is een biotrofe parasiet. Ook is het een autoicious pathogeen en kan zijn levenscyclus voltooien met één enkele host. Planten die aangetast zijn door de roest zijn onder andere Abutilon, Alcea, Hibiscus, Lavatera, Malva (Kaasjeskruid), Malvastrum en Sphaeralcea. De schimmel voedt zich met de voedingsstoffen die aanwezig zijn in het opslagweefsel van de planten, de sporen breken later door het bladoppervlak en laten sporen vrij.

## Kenmerken
Het is te herkennen aan kussenvormige, bleekrode tot roodbruine puistjes aan de onderkant van de bladeren en op de stengels. De diameter is 1 mm.
De schimmel vormt geen spermogonia, aecia en uredia. In de zomer vormen zich kastanjekleurige klonterige telia aan de onderkant van aangetaste bladeren, evenals op hun bladstelen en stengels. Ze produceren meestal tweecellige, minder vaak 3-4-cellige, langwerpige teliosporen met afmetingen van 40-63 × (15-)20-25 µm . De sporen lopen aan beide uiteinden taps toe en hebben aan de basis een schacht die tot twee keer zo lang is als de sporen. Ze zijn glad, met een geel-kaneelbruine wand van 1-4 µm dik aan de zijkant en 5-10 µm aan de bovenkant van de teliospore. Later worden de telia wit. Dit is het resultaat van de vorming van basidiosporen erop. De teliosporen hebben een kleurloze steel met een lengte tot 150 µm. 

## Verspreiding
Het bekende verspreidingsgebied van kaasjeskruidroest omvat de hele wereld. In tegenstelling tot andere plantenziekten die in Europa zijn opgedoken is de geschiedenis van kaasjeskruidroest goed bekend. Oorspronkelijk was het beperkt tot Chili, later werd de soort getransporteerd naar andere delen van de wereld. 
In Nederland komt het vrij algemeen voor. Kaasjeskruidroest tast ook andere in Nederland in het wild groeiende kaasjeskruidachtigen aan zoals groot kaasjeskruid.

## Nadelige gevolgen
Deze soort heeft vaak catastrofale gevolgen voor de natuurlijke flora. Beheersmaatregelen zijn onder meer verwijderen of vernietigen van aangetaste planten of plantendelen of het behandelen met fungiciden.

## Foto's

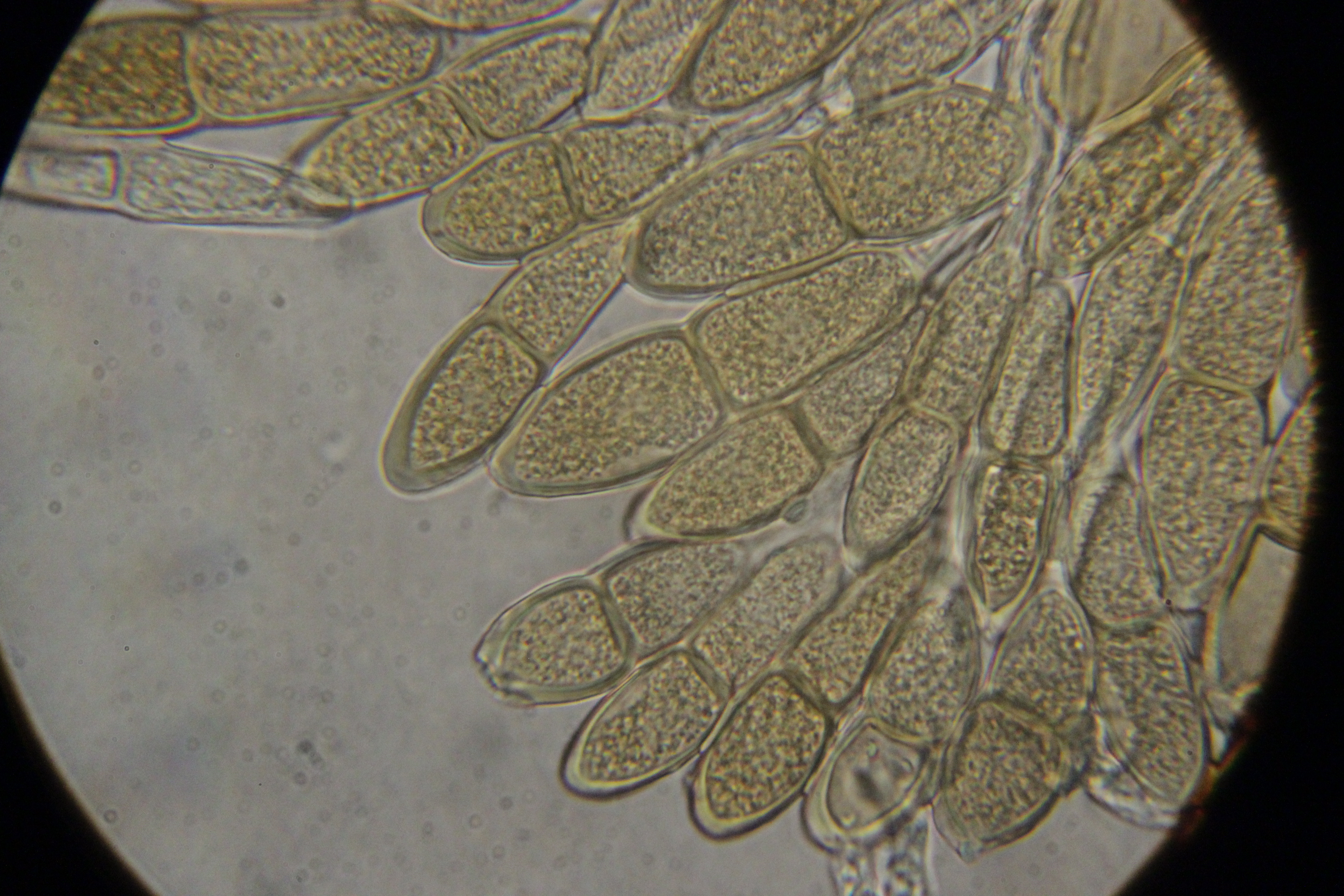
Teliosporen